# مصطفى كمال مراد
مصطفى كمال مراد هو سياسي مصري، ولد في 28 نوفمبر 1927، وتوفي في 1998. حزبياً، نشط في حزب الأحرار الاشتراكيين المصري. وقد انتخب عضو مجلس النواب المصري.